# Rudawy Janowickie
I monti Rudawy Janowickie (in lingua ceca: Janovické rudohoří (Monti Metalliferi di Janowice Wielkie); in tedesco: Landeshuter Kamm), sono una dorsale montuosa della Bassa Slesia, in Polonia, che si estende su un'area di circa 90 km² e rappresentano la catena montuosa più orientale dei Sudeti Occidentali. 
Collegano i Monti dei Giganti a sud con i Monti Kaczawskie a nord e separano il bacino di Jelenia Góra dalla Porta di Lubawská. Andanndo da est a nord formano un grande arco che scorre intorno al fiume Bóbr.